# Бали (провинция)
Ба́ли (индон. Bali, балийск. ᬩᬮᬶ) — провинция Индонезии, по большей части расположенная на одноименном острове. К востоку от Явы и к западу от Ломбока провинция включает остров Бали и несколько более мелких прибрежных островов, в частности Нуса Пенида, Нуса Лембонган и Нуса Ченинган на юго-востоке. Столица провинции, Денпасар, является самым густонаселенным городом на Малых Зондских островах и вторым по величине, после Макасара, в Восточной Индонезии. Столичная агломерация Денпасара — это расширенная столичная область вокруг Денпасара . Горный город Убуд в Большом Денпасаре считается культурным центром Бали. Провинция является основным туристическим направлением Индонезии, со значительным ростом туризма с 1980-х годов и становится индонезийской зоной избыточного туризма. Туристический бизнес составляет 80% экономики Бали.
Бали — единственная провинция Индонезии с преобладающим индуизмом , 86,9% населения которой исповедуют балийский индуизм. Он славится высокоразвитым искусством, включая традиционные и современные танцы, скульптуру, живопись, изделия из кожи, металлообработку и музыку. Индонезийский международный кинофестиваль проводится каждый год на Бали. Другие международные мероприятия, которые проводились на Бали, включают Мисс мира 2013 , ежегодные собрания Международного валютного фонда и Группы Всемирного банка 2018 года и саммит G20 2022 года . В марте 2017 года TripAdvisor назвал Бали лучшим направлением в мире в своей награде Traveller's Choice, которую он также получил в январе 2021 года.

## Административное деление
Вместе с рядом близлежащих небольших островов Бали образует одноимённую провинцию Индонезии. Провинция Бали делится на 9 территориальных единиц низшего уровня — 8 округов (кабупатенов) и 1 муниципалитет (кота):

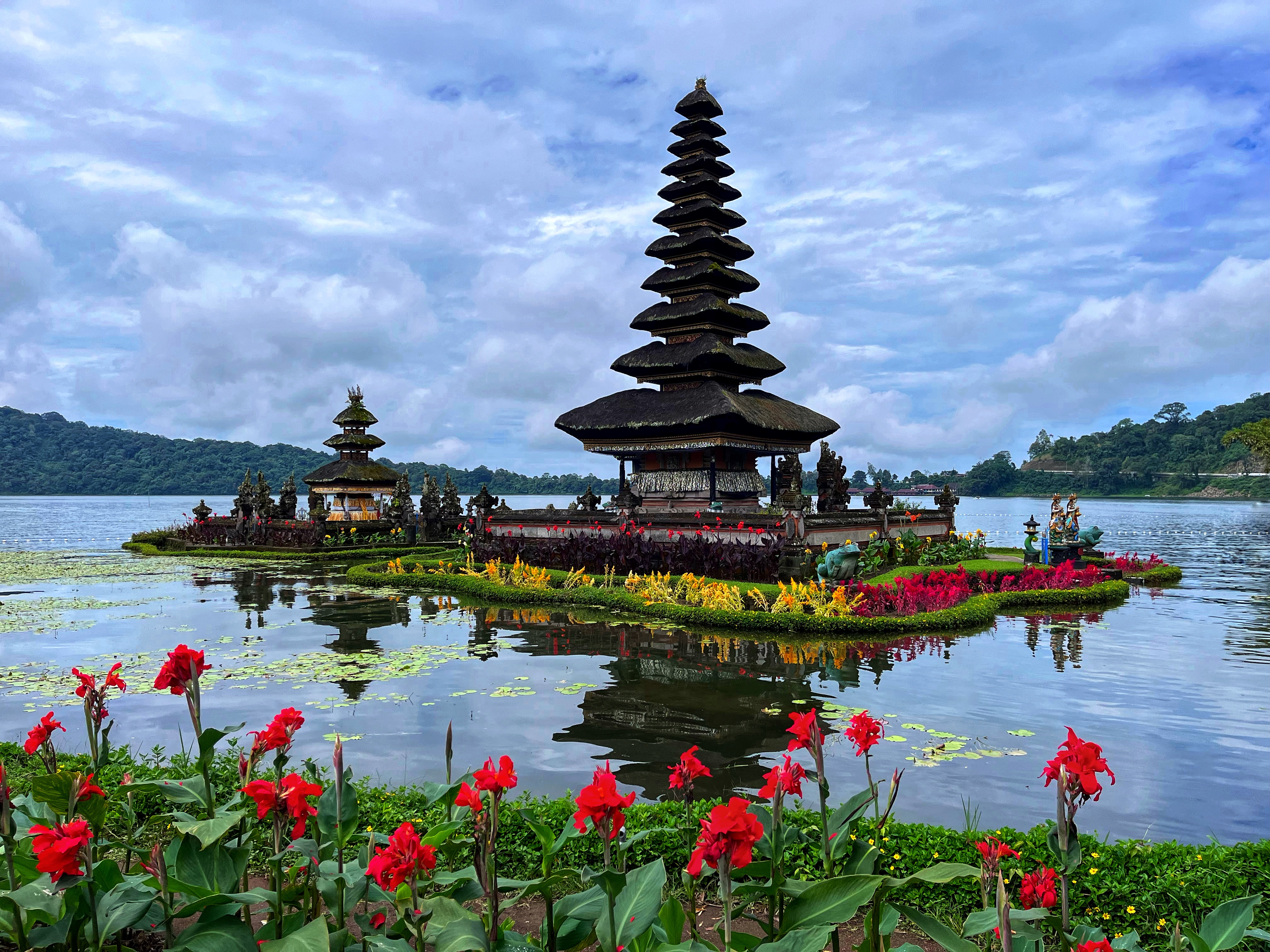
Pura Ulun Danu Bratan

| № | Адм. единица | Адм. центр | Территория км² | Население чел. (2010) |
| - | ------------ | ---------- | -------------- | --------------------- |
| 1 | Джембрана    | Негара     | 841,80         | 261 618               |
| 2 | Табанан      | Табанан    | 839,30         | 420 370               |
| 3 | Бадунг       | Мангупура  | 418,52         | 543 681               |
| 4 | Гианьяр      | Гианьяр    | 368,00         | 470 380               |
| 5 | Клунгкунг    | Семарапура | 315,00         | 170 559               |
| 6 | Бангли       | Бангли     | 520,81         | 215 404               |
| 7 | Карангасем   | Амлапура   | 839,54         | 396 892               |
| 8 | Булеленг     | Сингараджа | 1365,88        | 624 079               |
| 9 | Денпасар     | Денпасар   | 123,98         | 788 445               |
|   | Всего        |            | 5780,06        | 3 891 428             |

## Качество окружающей среды
Чрезмерная эксплуатация туристической индустрией привела к высыханию 200 из 400 рек острова. Исследования показывают, что южная часть Бали столкнется с нехваткой воды. Чтобы облегчить нехватку, центральное правительство планирует построить водосборный и перерабатывающий комплекс на реке Петану в Гианьяре. Мощность воды в 300 литров в секунду будет направлена в Денпасар, Бадунг и Гианьяр в 2013 году.
В отчете Министерства охраны окружающей среды за 2010 год по индексу качества окружающей среды Бали был присвоен балл 99,65, что является наивысшим баллом среди 33 провинций Индонезии. В баллах учитывается уровень общего содержания взвешенных частиц , растворенного кислорода и химического потребления кислорода в воде.
Эрозия на пляже Лебих привела к потере семи метров (23 футов) земли каждый год. Десятилетия назад этот пляж использовался для святых паломничеств, в которых принимало участие более 10 000 человек, но теперь они переехали на пляж Маскети .
В 2017 году, когда Бали посетило около 5,7 миллионов туристов, правительственные чиновники объявили «чрезвычайную ситуацию с мусором» в ответ на то, что 3,6-мильный участок береговой линии оказался покрыт пластиковыми отходами, принесенными приливом, на фоне опасений, что загрязнение может отпугнуть туристов от повторного визита.  Индонезия является одним из крупнейших в мире загрязнителей пластиком: по некоторым оценкам, страна является источником около 10 процентов мировых пластиковых отходов.